# Андаль
Анда́ль или Анта́л (там. ஆண்டாள், IAST: Āṇḍāḷ) — тамильская поэтесса, единственная женщина среди двенадцати альваров. Жила предположительно в Южной Индии между VIII и IX веками. Сохранилось два поэтических произведения Андаль: «Тируппавай» и «Наччияр-тирумоли». История её жизни и произведения полностью посвящены любви к Вишну. В шри-вайшнавизме её почитают не только как живой образец бхакти, но и как воплощение Лакшми, супруги Вишну. Другое популярное имя Андаль — Года (Kodhai или Goda, «гирлянда») или богиня Года-деви. В своих стихах Андаль именует себя «Котаи» (Kotai).

## Агиография

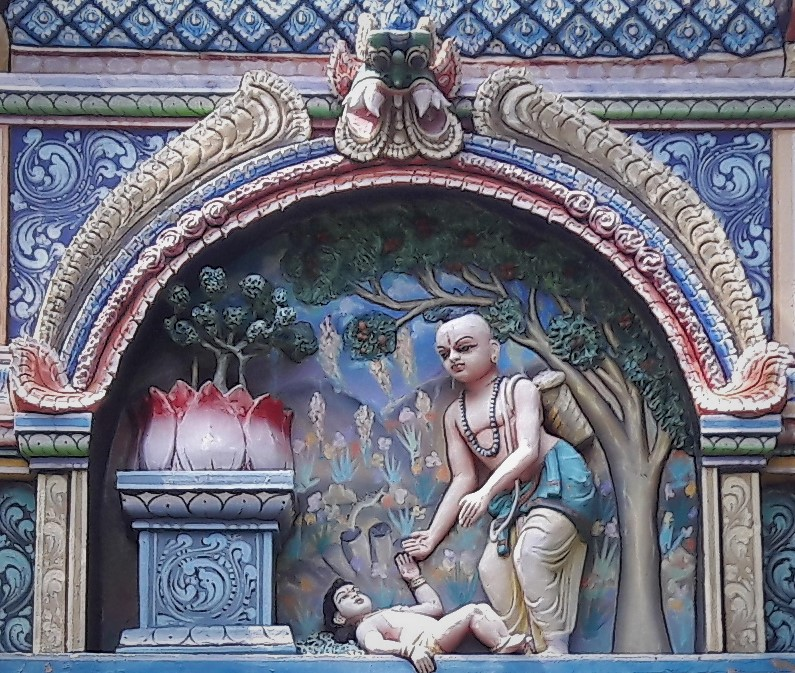
Перияльвар находит Андаль в садах туласи. Скульптурная композиция в Храме Андаль в Шривиллипутуре.

Любовная поэзия — едва ли не единственное духовное наследие, оставленное Андаль. Народная молва сохранила о ней память в устных историях и агиографиях, написанных вайшнавскими ачарьями в XI веке. Некоторые обстоятельства жизни Андаль можно почерпнуть в ряде строф её собственных стихов. Андаль родилась в городе, носящим современное название Шривиллипуттур или Тирувиллипутур (Тамилнад, южнее Мадурая). Во времена Андаль его называли Путувай (Putuvai), он был богатым столичным городом местного княжества. В своих стихах она воспевает его красоту и процветание. Считается, что один из альваров, Перияльвар (которого Андаль зовёт «Вишнучитта»), нашёл её младенцем в кустах священного туласи. Он  удочерил ребёнка и назвал девочку Котаи. О себе Андаль говорила: «Вишнучитты прекрасная Котаи». Их дом был наполнен поэзией, посвященной Вишну. Андаль хорошо разбиралась в тамильской литературе и демонстрировала широкий арсенал поэтических средств.
Живя в семье брахманов, Андаль впитала в себя любовь к Вишну, В своих грёзах она видела себя невестой Вишну. Ему посвящала свои стихи, принимала обеты и молила Камадева об ответной любви. Умонастроение Андаль было хорошо известно окружающим, что кроме любви к Вишну она ни о чём не мечтает. Каждое утро она представляла как становится невестой и словно на свадьбу надевала цветочные гирлянды, предназначенные для подношения Вишну. Отец застал её в момент, когда она украсила себя гирляндой. Как традиционный брахман Перияльвар решил, что гирлянда осквернена и не может предлагаться в храме. Однако ночью альвару приснился сон, в котором Вишну выразил недоумение, что ему не предложили гирлянду Андаль. Осознавая любовную связь между дочерью и Вишну, он назвал её «девушкой, дарящую гирлянду, что сама носила» (Sudikkodutta nacciyar).
Когда возник вопрос о браке Андаль, она отказывалась выходить за кого-либо замуж, кроме Вишну, что озадачивало Перияльвара. Со слов Андаль она не видит себя замужем за смертным. Перияльвар ответил, что у Вишну много имён и форм и спросил за кого она хотела бы замуж. Андаль попросила спеть его имена и когда Перияльвар упомянул господина Шрирангама, у дочери стал взгляд с поволокой. Перияльвар отчаялся: как мог он выполнить безумное желание своей дочери? Во сне к Перияльвару под видом Ранганатхи вновь явился Вишну и велел привести девушку для свадебной церемонии.
Под рокот барабанов, раковин немолчный рев
Под жемчугом украшенным, с гирляндами цветочными навесом
Мой избранник, Мадхусудхана [Вишну]
Меня взял за руку — во сне увидела я это, о подруга!Отрывок из «Наччияр Тирумоли», пер. Дубянского А.М.
С торжественной процессией он сопроводил шестнадцатилетнюю Андаль в свадебном паланкине в храм Ранганатхи в Шрирангаме. Молва гласит, что когда Андаль вошла в святилище, она села возле стоп Вишну, где всегда находится Лакшми, и растворилась. С тех пор её зовут «Андаль», то есть «та, кто правит [богом]», ведь она покорила сердце Вишну как никто другая — ни до, ни после неё.

## Любовная лирика Андаль

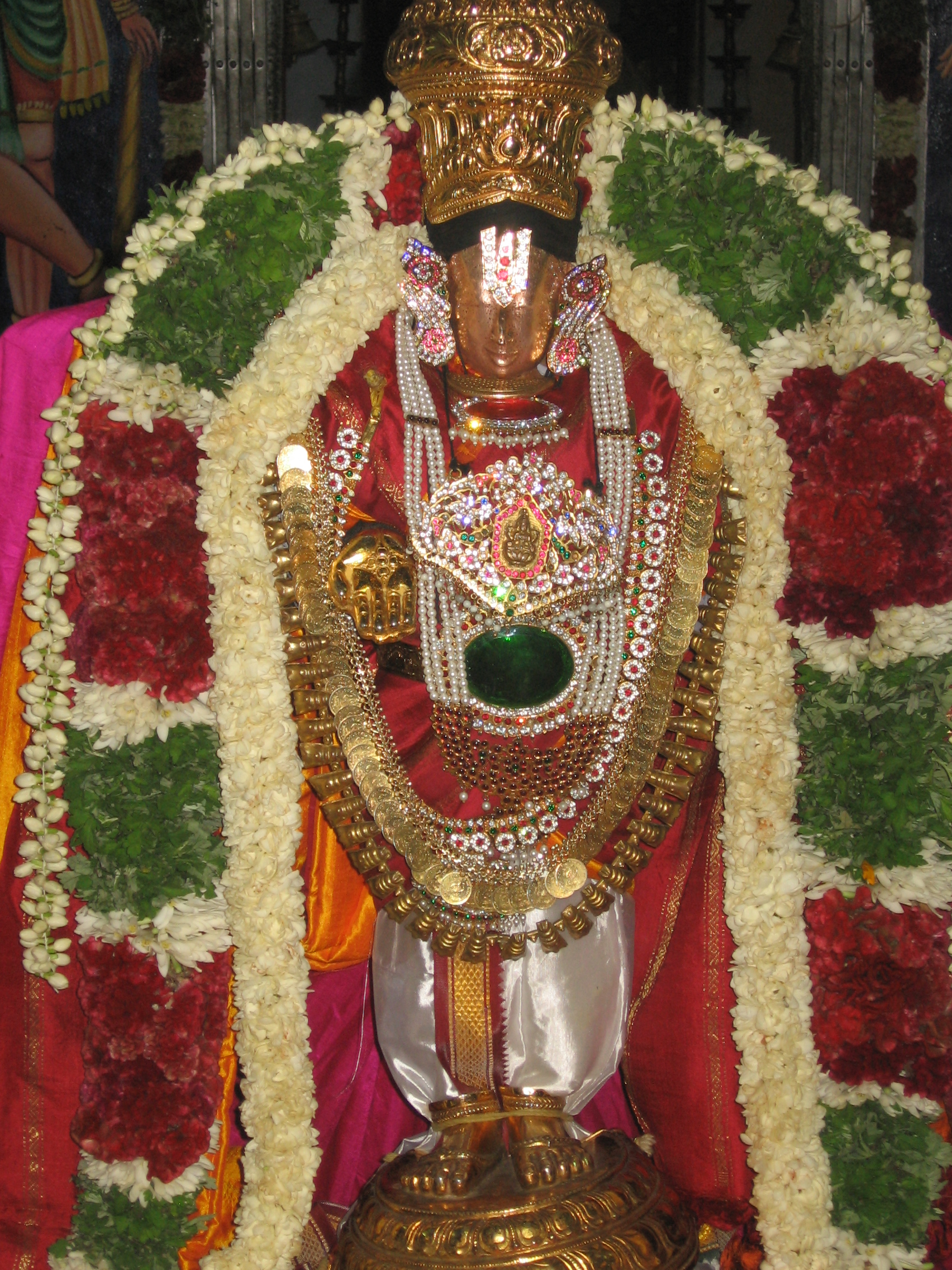
Праздничное мурти Вишну для уличных торжеств в Шривиллипуттуре, украшенное цветочными гирляндами

Из всего творчества Андаль сохранилось лишь две поэмы. Первое «Тируппавай» (Tiruppavai, «Священная клятва») включает три десятистишия, второе «Наччияр Тирумоли» (Nacciyar Tirumoli, «Песнь девушки») состоит из четырнадцати десятистиший. Первое из них высоко ценится среди шри-вайшнавов как «песня песен». Само название поэмы говорит о её содержании: это традиционный обет невесты для выбора жениха в осенний месяц. Андаль мечтает обручиться с Вишну и представляет себя невестой. Все тридцать десятистиший посвящены досвадебному ритуалу, включая пробуждение до рассвета, купание и обращение к Вишну. Стихи пропитаны страстным желанием обрести сердечный союз с Вишну. В шри-вайшнавизме «Тируппавай» считается образцом бхакти.
В благое время полнолунья месяца маргажи
В воде играть готовые, о вы, в изящных драгоценностях, идемте,
Пастушеского славного селенья юные красавицы!
Сын Нанды-пастуха — царя, чей труд с копьем отточенным тяжел,
Яшоды, обладательницы глаз прекрасных, львенок,
На тучу темную похожий телом, красноглазый,
Лицом лучам луны подобный Нараяна нам милость свою явит,
Хвалимый миром всем, — прими, любимый наш, моленья наши!Отрывок из «Тируппавай», пер. Дубянского А.М.
Второе произведение, «Наччияр Тирумоли», содержит описание глубокой любви Андаль к Вишну и её стремления к полному слиянию с возлюбленным. Стихи рисуют несколько аспектов близких отношений с Вишну: тоску и уныние от разлуки, чувственное влечение, надежду на сватов, недоуменный гнев в отсутствие ответа и другие. Свои переживания Андаль преподносит с ярким эротическим оттенком, характерными для тамильского бхакти. В её любовном произведении как зеркале находят отражения близкие чувства влюблённых.
Мои груди ищут взгляд того,
Чья прекрасная рука чакру сжимает.
Стянутые красной тканью, они избегают взгляда простых смертных.
Не желая никого, кроме Говинды.
Я не могу больше жить здесь.
Прошу, забери меня на берег реки Ямуны.Отрывок из «Наччияр Тирумоли», пер. Венкатешан А.

## Поэма «Наччияр Тирумоли»

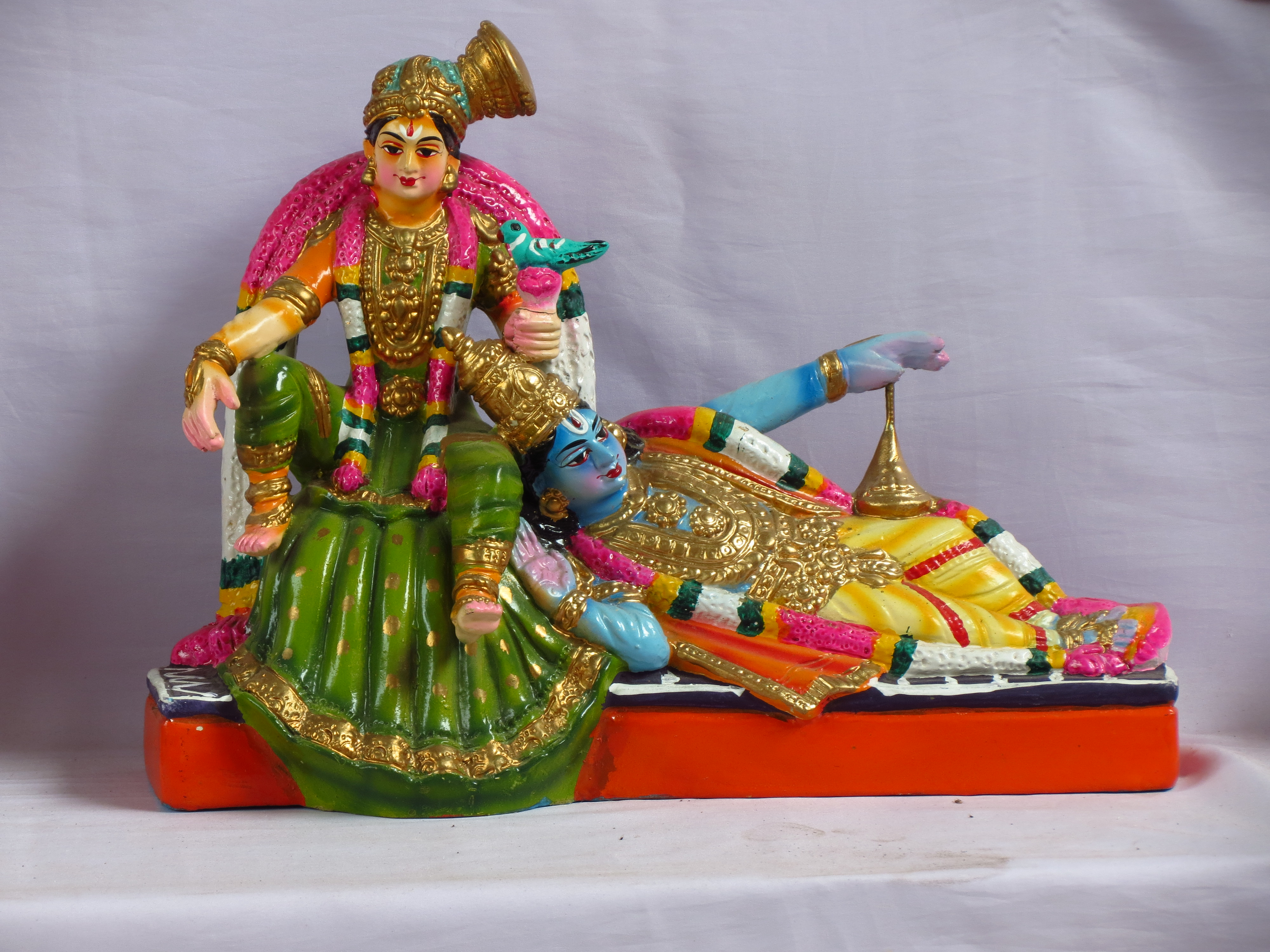
Андаль с возлюбленным Вишну

Поэма на тамильском «Песнь девушки» состоит четырнадцати десятистиший. Из них наиболее яркими являются молитва Камадеве, сон о свадьбе с Вишну, воспевание раковины Панчаджаньи и, наконец, поиски Вишну в садах блаженства. Обращаясь с молитвой к Камадеву, Андаль зовёт его несколькими именами — он Ананга и Манмадхи — это Бог любви, сын Вишну. У Камадева лук из сахарного тростника и цветочные стрелы, которыми он поражает сердца. В весенний праздник Камадева (даманакотсава), который в современной Индии уже не отмечают, Вишну почитался как Бог любви. Обращение девушки к Камадеву состоит из ряда мистических действий. Андаль рисует ему магические ранголи на земле и красочные символы на стенах. Песок для ранголи мелкий и белый как саттва-гуна, которую воплощает Вишну. Он мягкий, чтобы не повредить стопы Вишну, когда он придёт за ней. Ради Вишну Андаль берет на себя обет, чтобы Камадева исполнил её желание. Она просыпается рано утром и принимает омовение в прохладной реке на рассвете. Трижды в день делает ему яджну и ест лишь раз в сутки. Для огненного жертвоприношения Андаль отбирает идеальные ветки, чтобы её яджна была совершенной. Она смотрит на улицу за молодыми людьми, которые, в отличие от неё, уже преуспели в земной любви. И ждёт, когда возлюбленный появится. После всего свершённого Андаль считает, что Камадева опозорится, если не исполнит её желание. В первой песне Андаль зовёт Вишну разными именами. Он — господин холмов Венката, то есть Венкатешвара, пастырь душ Говинда и господин Двараки, Тривикрама, обошедший тремя шагами миры, Кешава с прекрасными как солнечные лучи волосами. Андаль упоминает две истории, подчёркивающие силу Вишну. Она кратко ссылается на демона с птичьим обличьем Бакасуру и слона, поджидавшего Кришну у ворот ристалища в Матхуре. Последний стих сохраняет имя Андаль и её пожелание: пение любовных стихов приближает к Вишну, так же как её собственная мольба.

Подметала я землю в зимний месяц тай

И священные мандалы рисовала на ней.

Песком мелким раскрасила я улицу в весенний месяц мачи.

От такой красоты, о Ананга, тебя я спросила: «возможно ли жить?»

С господином холмов Венката, что держит в руке чакру, огнем полыхающую,

Обручи меня!

Белым мелким песком раскрасила я улицу.

И на рассвете купалась. Веточками нежными кормила огонь.

О Камадева, тебе свой обет я исполнила.

Возьми же свой лук, стрелу натяни, что пропитанный медом цветок,

На ней напиши имя единственного, темного как океан,

Кто расправился с Бакасурой,

Пошли ему стрелу и обручи нас.

Трижды в день почитала стопы твои я ароматными цветами датура и марукаи.

Моё сердце трепещет. И если мне суждено не сказать ему: «у тебя чести нет»,

Достань свои стрелы цветов, пиши имя возлюбленного,

Несравненного Говинды, сути познания, господина холмов Венката

Пусти их в него и пронзи,

В его восхитительный свет позволь мне войти.

О вечный Камадева,

Твоими именами расписала я стены,

Твоим знаменем с чудищем, черным луком, лошадьми и слугами, что опахала держат

Ты их заметил?

С юности я обещала свою грудь, что стала высокой и пышной,

Господину Двараки,

Не мешкай, меня с ним обручи!

О Манматха, грудь созрела моя лишь для него,

Кто держит пылающую чакру и раковину.

Как жить мне, если тело моё предложат смертному?

Словно лесной шакал подходит украдкой,

И нюхает жертвенную пищу, что хранители Вед предложили небесным богам.

И в третий месяц, весенний пангуни, клятву тебе я сдержала.

Смотрю за людьми молодыми, что преуспели в искусстве любви.

Весь день смотрю я на улицу, ища моего господина,

Темного, как дождевая туча,

Сияющего словно в сумеречной воде карп,

Ослепительного как черный цветок карувилаи.

Убеди его взглянуть на меня.

Уговори повернуть своё нежное, как лотос, лицо в мою сторону.

Заставь его пролить на меня свою милость.

О, Манмадха!

Приготовила зерно свежее.

Предложила тебе сахарный тростник, сладкий и сплющенный рис.

И хвалят тебя знающие люди прекрасными словами!

Упроси Тривикраму, кто измерил шагами миры,

Ласкать мою стройную тонкую талию и пышные груди

Тогда в этом мире твоей славе не будет конца.

Мое тело измучено, волосы встрепаны,

А губы бледны - я ем лишь раз в день.

Ослепительный, могущественный Камадева,

Прими же мой обет!

И остается сказать лишь одно:

Даруй мне удовольствие обнять стопы Кешавы,

Кто заявил права на мою женственность,

Чтоб торжество охватило меня!

О Камадева, трижды в день поклоняюсь тебе.

И подношу цветы свежие к стопам твоим.

Если я не могу быть рядом со своим

безупречным Господом, темным как океан,

Останутся лишь бесконечные слезы и любовь несбывшаяся,

Жалобные стоны: «Мама! Мама!»,

Что опозорят тебя.

Я словно бык под ярмом, что избили, оставив без пищи.

Котаи Вишнучитты, властителя дум Путувая,

Города особняков, что возвышаются словно горы,

Спела гирлянду стихов на сладком тамильском,

Моля Камадеву с сахарным луком и пятью цветочными стрелами

Обручить её с Господом,

Сломавшего бивень слона, одолевшего злобную птицу,

С темноликим и сияющим как драгоценный камень.

Те, кто споют её мягкую песню мольбы, останутся навсегда у стоп Высшего Бога богов.
— Венкатешан А. «Тайная гирлянда».
Шестое дестистишие представляет собой песню свадебного сна. В глубоком сне Андаль грезится её свадьба с Вишну. Из всей поэмы дестистишие является самым популярным и известным. Его исполняют на современных свадьбах шри-вайшнавов. В нем описываются обряды, связанные со свадьбой. Жених и невеста считаются воплощениями Андаль и Вишну. Свадьба начинается с торжественного въезда жениха в город и заканчивается их катанием по улицам на слонах. В свадьбе участвуют несколько персонажей. Андаль зовёт жениха несколькими именами: Нараяна, Мадхава, Говинда, господин Матхуры, Мадхусудхана и Ачьюта. Среди гостей значится Антари, то есть богиня Дурга, названная сестрой жениха. Сестра жениха помогает одевать невесте свадебное сари и проводит ее к свадебному шатру. Андаль упоминает своих братьев, хотя из агиографии мы не знаем никаких её родственников, кроме отца Вишнучитты. В стихах упоминается амми — это темный плоский шлифованный камень. Он похож на подставку для ноги, а используют его на индийской кухне. Жених ставит на него стопу невесты и это считается кульминацией свадьбы. В своих стихах Андаль произносит главное: она признается, что Нараяна — её господин в этом рождении и во всех остальных. Супругой Нараяны во все времена и обстоятельствах может быть только одна — богиня Лакшми. Вайшнавы почитают Андаль как Бху-деви, богиню Земли, воплощённую Лакшми. В каждом стихе Лакшми замечает, что её видение было не воображаемой поэтической реальностью, а пережитым ею сном.

Окруженный тысячью слонов, Нараяна,

Мой Господь, вышагивает по праздничным улицам.

Порог каждого дома украшен

Яркими знаменами и золотыми горшками.

Я видела, подруга.

Они провозгласили: «завтра благоприятный день для твоей свадьбы!»

Молодой гордый лев Мадхава,

Говинда, сильнее любого быка, вошел под зеленый шатер,

Украшенный листьями пальм и кокосами.

Подруга, я видела.

Прибыл Индра и весь род богов,

Меня невесткой одобрив, исполнили священные гимны.

В свадебное сари Антари меня облачила,

Шею украсив гирляндой цветов.

Подруга, я видела.

Четыре стороны света мудрецы и провидцы водой окропили,

Пропели священные гимны и красную нитку на запястье мне повязали.

Я рядом стояла, с ним, безупречным, в гирлянде живых цветов.

Подруга, я видела.

Юные красавицы, слепя золотыми горшками в руках, танцевали,

Приветствуя Господина Матхуры, чьи стопы прекраснее,

Чем изящные сандалии, что их украшают.

Когда он шел, земля волновалась.

Подруга, я видела.

Барабаны гремели, большие белые раковины трубили,

Под шатром, тяжелым от нитей жемчуга,

Мадхусудхана, возлюбленный, взял руку мою.

Подруга, я видела.

Мудрые брахманы пели Веды и читали стихи.

Разжегши жертвенный огонь идеальными ветками и обложив его травой,

Словно могучий слон, мой Господь, воплощение доблести,

Взял руку мою, мы - обошли огонь.

Подруга, я видела.

Нараяна, мой господин с рождения, сейчас и в каждом следующем.

Он взял стопу мою своей безупречной и нежной рукой,

И возложил её на амми - свершилось.

Подруга, я видела.

Братья мои, с сияющими улыбками и изогнутыми бровями, что луки,

Разжигали яркое пламя жертвенного огня.

Они провели меня вперед и вложили мою в его лотосную руку.

Ачьюты, величавого и гордого как лев.

Подруга, я видела.

На нас нанесли киноварь и прохладный сандал,

Вдвоем мы катались верхом на слонах,

Кружили по праздничным улицам,

А жители нас обливали ароматной водой.

Подруга, я видела.

Котаи властителя умов Виллипуттура,

Города славы Вишну,

Сплела гирлянду стихов на чистом тамильском,

О её сне с первым среди пастухов.

Кто исполнит их, радость найдут в прекрасных детях своих.
— Венкатешан А. «Тайная гирлянда».

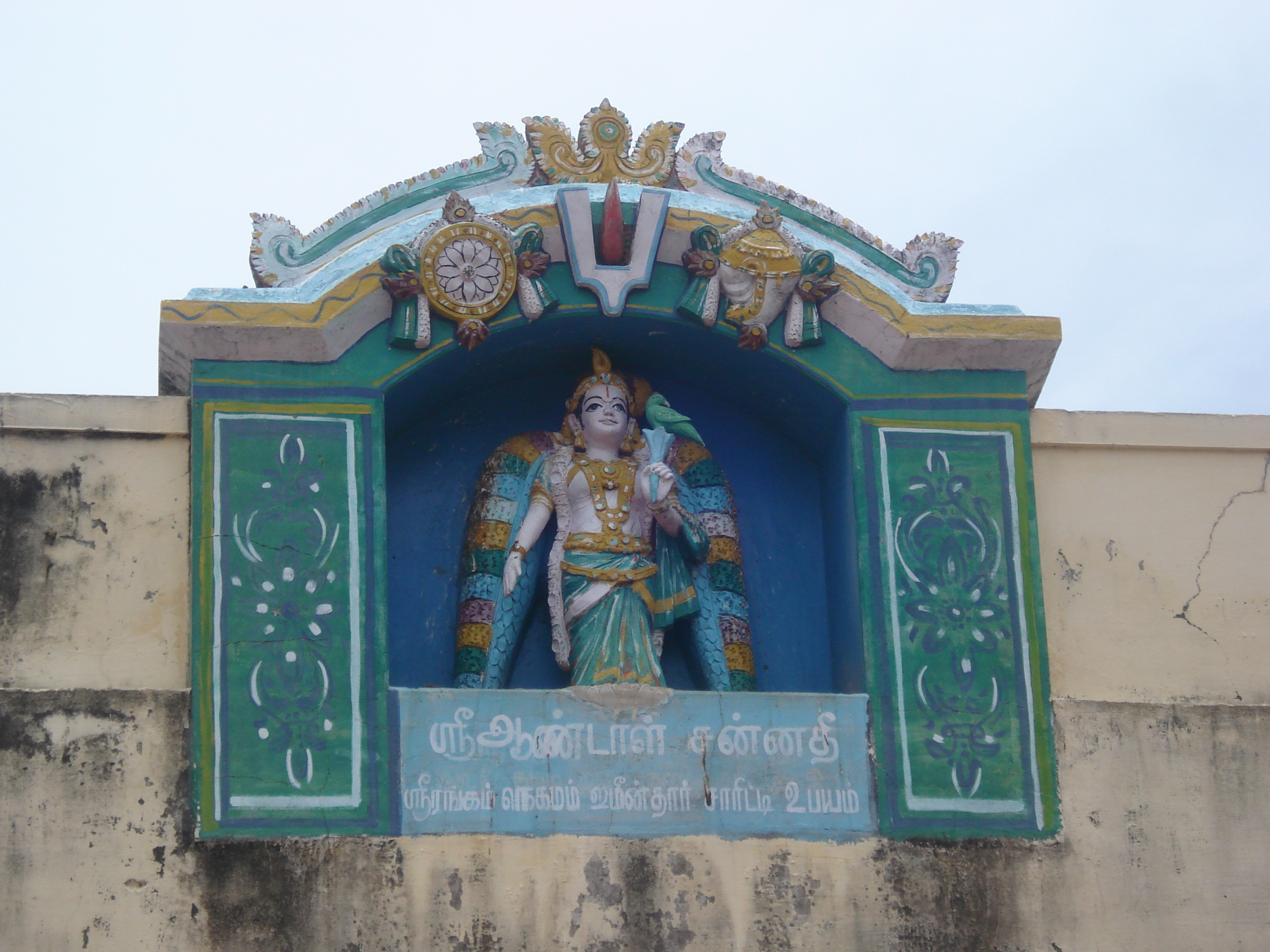
Статуя Андаль в Храме Пундарикаакша Перумал в Тирувеллараи (Тамилнад). На современном изображении на плечах у Андаль цветочная гирлянда для Вишну и цветок лотоса в руке.

Седьмое десятистишие называется «Песнь белой раковине». Среди произведений альваров оно единственное, полностью посвящённое раковине Вишну. Это Панчаджанья — так называют раковину, в которую Вишну трубит. Её можно увидеть на изображениях Вишну в верхней руке. Второе имя раковины — Валампури, обозначающее, что раковина закручивается вправо, по часовой стрелке. В десятистишии Андаль зовёт Вишну разными именами: Мадхава, Господь, восставший из вод потопа, что возвращает слушателей к истории о Варахе, спасавшего богиню Земли, Васудева, Дамодара, Мадхусудхана и охвативший шагами миры, то есть Вамана, и наконец Падманабха, из чего пупа вырастает лотос с Брахмой. Андаль рассказывает историю Панчаджаньи и упоминает один из рассказов о Кришне. Спустившийся с Вайкунтхи на Землю как Кришна, Вишну спасает мальчика, унесённого демоном Панчаджаньей на дно океана. В глубине он спрятался в раковине, однако это его не спасло. Покончив с демоном, Вишну оставляет себе его дом в качестве раковины. Отсюда Андаль говорит, что раковина выросла на теле Панчаджаньи. Мельком она упоминает историю с двумя крепкими деревьями марута, которые Кришна расколол, будучи ребенком. Андаль говорит, что Панчаджанье можно позавидовать, ведь никто больше не касается сладких губ Мадхавы. Дыхание с губ лотосоокого подобно амрите — блаженству, к которому тянутся души.

Они пахнут камфарой? Благоухают как лотос?

Или кораллово-красные сладки на вкус?

Не терпится мне познать губ вкус,

Мадхавы, сломавшего бивень слона.

Поведай мне, белоснежная раковина.

Прекрасная, добродетельная раковина!

Ты родилась в океане и выросла на теле Панчаджаньи.

И все же, ты говоришь, твой дом - рука Господина, восставшего из вод потопа.

Теперь твое величественное звучание усмиряет нечестивых.

О прекрасная, великая раковина!

Как полная осенняя луна ты вздымаешься над горной грядой

Ты говоришь, твой дом – рука Васудевы,

Что правит в Матхуре на севре.

О Валампури! Светишься как Луна!

Ты навсегда покоишься в руке Дамодары,

И шепчешь ему на ухо секреты.

Даже Индра завидует твоей удаче.

О, Панчаджанья!

Сколь много других обитали с тобой в океане,

Оставшись безвестными и невоспетыми.

Лишь ты упиваешься нектаром сладких губ Мадхусудханы.

О Валампури!

Не нужно тебе отправляться в паломничество к далеким священным истокам.

Ты забрался на руку того,

Кто расколол деревья-близнецы марута,

И омываешься в чистом нектаре губ лотосоокого.

О, царь среди раковин!

Ты словно лебедь, пьющий мед из красного лотоса,

В прекрасной широкой длани Васудевы,

Темноликого господина, чьи глаза прекрасны как лотосы.

Твоя судьба поистине счастлива!

О, Панчаджанья!

Твоя пища -  нектар из уст того, кто измерил шагами миры.

Твоя постель - рука Темноликого, как океан.

Красавицы повсюду ропщут, что принадлежащее всем принадлежит – тебе.

Прекрасная и чудная раковина!

Шестнадцать тысяч красавиц взирают,

Как ты пьёшь нектар губ Мадхавы.

Если ты не поделишься своим сокровищем,

Как им не поссориться с тобой?

Котаи Вишучитты, первого среди брахманов

Прекрасного Путувая, города славы,

Спела стихи, превознося близость Падманабхи и его Панчаджаньи.

Все, кто услышал их, навсегда будут рядом с ним.
— Венкатешан А. «Тайная гирлянда».
Последнее четырнадцатое десятистишие представляет собой песню вопросов и ответов. Заключительная часть построена как диалог между Андаль и сура-сундари, небесными красавицами. Как и все нитья-сури, они родом из бессмертного мира блаженства и знают обитель Вишну. Андаль начинает поэму с того, что молит Камадева завоевать сердце Вишну и заканчивает произведение тем, что находит его в цветущих садах. В десятистишии Андаль зовет его Мадхавой, младшим братом Баладевы, то есть братом воплощения змея Ананты, Тирумалем, Падманабхой, чей лотос стал домом для Брахмы, и наездником на сыне Винаты, то есть на Гаруде. Андаль произносит ещё несколько особых слов на тамильском. Она упоминает Гаджендру — слона, которого Вишну спас от смерти, прилетев на Гаруде, а также Аярпати, то есть поселение за стенами города и, наконец, Вриндаван, где Бога можно увидеть мельком. Андаль сетует и поругивает Вишну, что тот не явился ей, как она желала, вспоминая свадебный сон и называя то лжецом, то другими некрасивыми словами. К концу песни она смягчается и нежно говорит о нём как о воплощении безграничного сострадания и безупречном Господе. Андаль вопрошает, где она может встретить темноликого и сура-сундари ей отвечают — в благоухающих садах туласи, в садах наслаждения, где его дом. Цветущие сады — аллегория Вайкунтхи, обители Вишну, где вечная весна.

Вы его видели?

Его, озорного господина, темного и младше Баладевы?
Его, бродящего везде свободно бедокура?
Мы видели, в садах среди туласи как он играл и пас своих коров,

Зовя по именам их и заботясь.

Вы его видели?

Благоухающего ароматным маслом, чарующего всех в Аярпати?
Заставившего страдать меня в разлуке?
Мы видели, со своими друзьями как он играл в цветущих садах,

С гирляндой яркой,
Как молнией вокруг темной тучи.

Вы его видели?

Его, господина, который есть любовь.
Любовь, что родилась как мой жених.
Его, кто невыносимо врет?
Мы видели, как он летит над своими садами,

Высоко, затеняя Солнце, на благородном сыне Винаты,
Чьи крылья раскинуты как свадебный шатер.

Вы его видели?

Моего господина, что поймал меня и держит.
На тугом поводке прохладных лотосовых глаз.
Его, кто повсюду таскает меня, чтоб играть?
Мы видели, как он играл в садах счастья.

Могучий слоненок, чьи капли пота что бусы.
Одетый в них словно в жемчуг.

Вы его видели?

Мадхаву, мою темную жемчужину,
Что покинула рыбачьи сети,
Кто не смягчится ко мне?
Мы видели его в садах блаженства,

Одетого в желтые шелка,
Похожего на дождевое облако,
Проказничающего как теленок,
И изумляющего улицы.

Вы его видели?

Негодного, забывшего о добродетели,
Чьи прекрасные брови изгибаются,
Как лук, что держит он в прохладной руке.
Мы видели в цветущих садах,

Его смуглое тело, лицо со светлой улыбкой,
Что рассвет, разливающийся над горной грядой.

Вы его видели?

Его, невероятное, неуловимое темное облако,
Господа, чья темнота кожи не уступает тьме его души?
Мы видели его в прекрасных садах,

В кампании большой друзей,
Как ночное небо, охваченное
Созвездиями сверкающих звезд.

Вы его видели?

Его, с белоснежной раковиной,
В желтых шелковых одеяниях,
Его, темноликого Тирумаля,
Господа безграничного сострадания,
С огненной чакрой в руке?
Мы видели, как он играл в садах вечной весны,

Его, чьи ароматные волосы с вплетенными цветами
Скользят по широким плечам,
Словно одурманенные пчелы вокруг нектара вьются.

Вы его видели?

Его, безупречного, Господа,
Чей прекрасный лотос стал домом для Брахмы?
Велевшего в игре творить ему миры?
Мы видели его в садах цветения, откуда шел он

Охотиться и наводить порядок
С Дхенукой, слоном и злобной птицей.

Души, внимающие словам Котаи Вишнучитты,

Как бальзаму от боли мира,

Никогда не расстанутся с чудными стопами Господа,

Спасшего слона Гаджендру,

Высшего Господа,

Кого во Вриндаване вы видели мельком.
— Венкатешан А. «Тайная гирлянда».

## Супруга Вишну

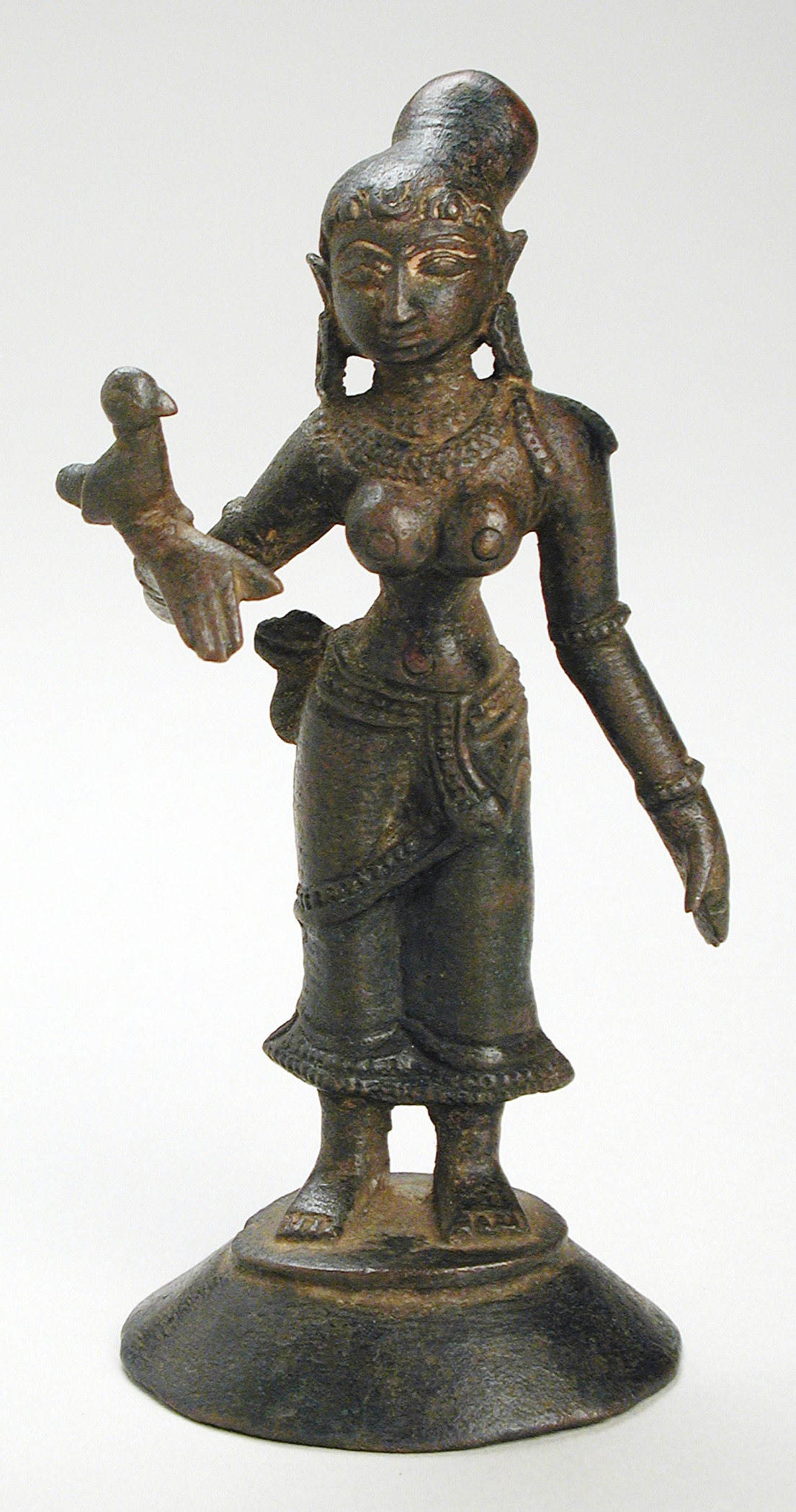
До европеизации Индии Андаль изображали в южноиндийском стиле. На ней лишь одеяния, прикрывающие талию и бедра. Тело украшено драгоценными браслетами и ожерельями. Одна рука изящно опущена вниз, другая держит своего домашнего попугайчика, которого она отправляет с посланием к Вишну. На её голове традиционная прическа, которую носили брахманы намбудири.

Как и другие альвары Андаль является нитья-сури — вечно свободной душой, близкой к Вишну. В своих свадебных стихах она признается: Вишну — её супруг во всех земных рождениях. Это означает, что Андаль является никем иной как Лакшми, супругой Вишну. В шри-вайшнавизме её почитают как Бху-деви, земное воплощение Лакшми. Признание божественной природы Андаль произошло при первых учителях шри-вайшнавизма в XI столетии. Её произведения были включены в сборник «Дивья-прабандха», состоящий из всех известных стихов альваров — поэтов, погруженных в любовь к Вишну. Среди них Андаль оказалась единственной женщиной-поэтессой. «Отец» вишишта-адвайты Рамануджа превратил «Дивья-прабандха» в канон, обязательный для исполнения во всех вайшнавских храмах Южной Индии. Это привело не только к росту популярности Андаль, но и особому отношению к ней. Хотя первенство среди альваров отдают великому Наммальвару Андаль играет свою неповторимую роль. Только Лакшми может входить в покои Вишну, не спрашивая его разрешения. Её же он видит первой в ранние часы рассвета на Вайкунтхе. Среди всех обитателей божественного мира Лакшми ближе всех к Повелителю блаженства. Андаль принадлежат все её привилегии. Среди альваров она считается самой близкой к Вишну. По крайней мере, в южной школе шри-вайшнавизма, тенакалаи, её почитают наравне с Лакшми. Ведь только богиня способна заключить брачный союз с Господом. В северной школе шри-вайшнавизма, ведагалаи, к ней более прохладное отношение. Нередко в северной школе её имя опускается в списках альваров.
В современном вайшнавизме к Андаль относятся как к богине, поэтессе и святой. Начиная с XVI века в её честь возводятся храмы и на территории храмовых комплексов Андаль выделяется отдельное место. Самым известным является Храм Андаль, построенный в её родном городе, Шривиллипуттуре (Srivilliputtur Andal Temple). Храм Андаль в Шривиллипуттуре входит в число 108 святых мест (дивьядешам), обязательных для посещения паломниками-вайшнавами. Ежегодно цветочные гирлянды из Шривиллипуттура отправляются к Вишну в Храм на холмах Тирумалы, о котором Андаль упоминает в первом стихе «Наччияр Тирумоли». В честь Андаль нередко проводят пуджи и посвящают поэтические произведения. Её почитание распространилось далеко за пределы Индии и сохраняется в общих вайшнавов в Европе и США.
Особая роль Андаль как богини и возлюбленной Вишну в полной мере проявляется на ежегодном празднике стихов альваров, отмечаемом в Шрирангаме. В декабре-январе, в храме Ранганатхи, за которого Андаль вышла замуж, ежедневно декламируются стихи из сборника «Дивья-прабандха». В знаменитом «зале тысячи колонн», символизирующем зал приёма гостей на Вайкунтхе, Вишну приглашается для заслушивания любовной поэзии, к которой он расположен. Вишну присутствует вместе со своими супругами Шри- и Бху-деви. Бронзовые мурти альваров и ачарьев шри-вайшнавизма окружают Вишну. Однако Андаль среди них нет, поскольку она вечно пребывает со своим возлюбленным на Вайкунтхе. Кроме того, под именем земной богини Бху-деви Андаль уже находится рядом с Вишну. Её стихи исполняют на усладу всем присутствующим, которых Андаль благословляет чувственной лирикой. Её любовь продолжает жить в стихах, показывая как сознание может жить одновременно в земном и духовном мирах.

Андаль в храмах шри-вайшнавизма
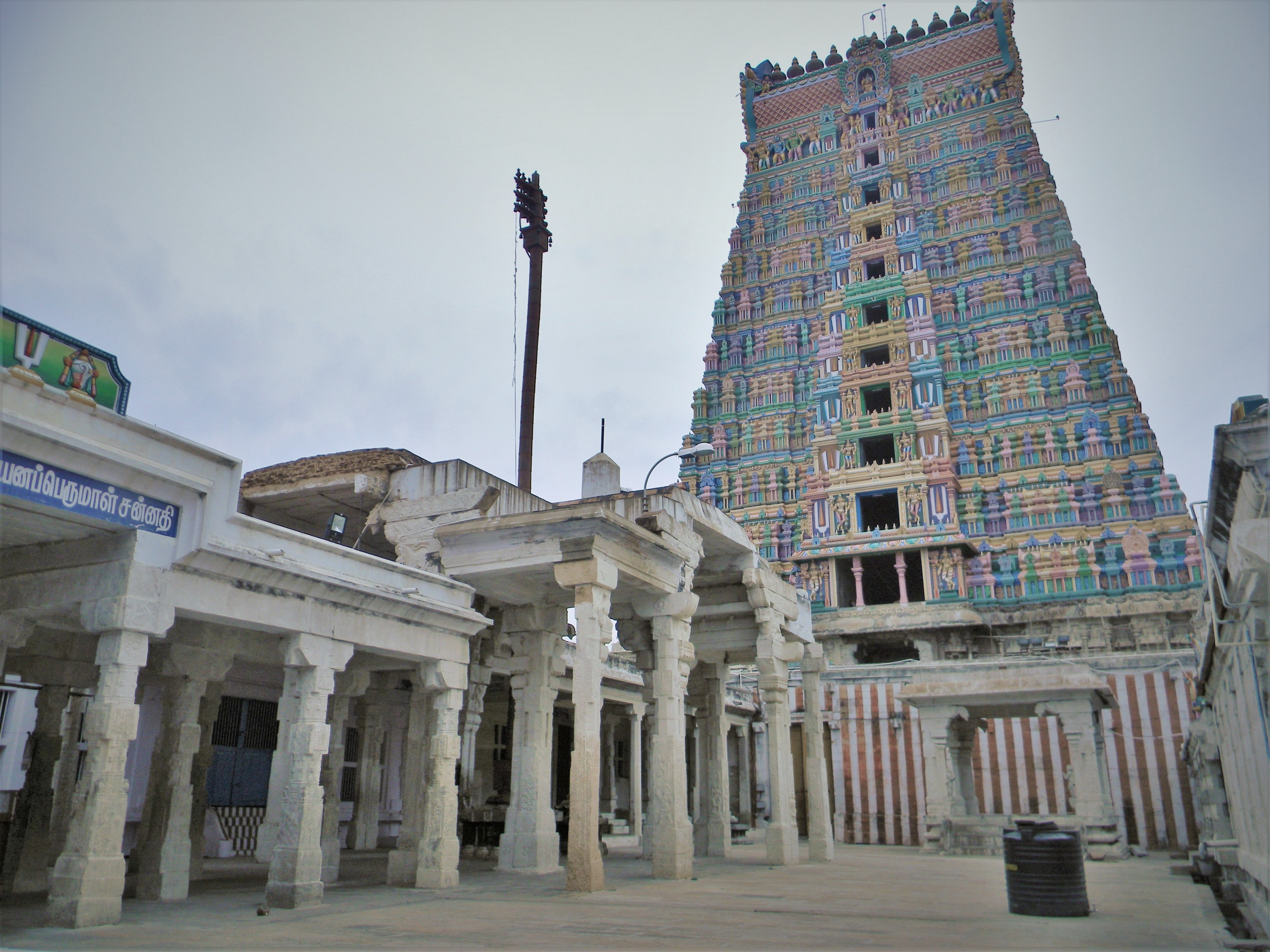
Храм Андаль в Шривиллипуттуре, XIV век
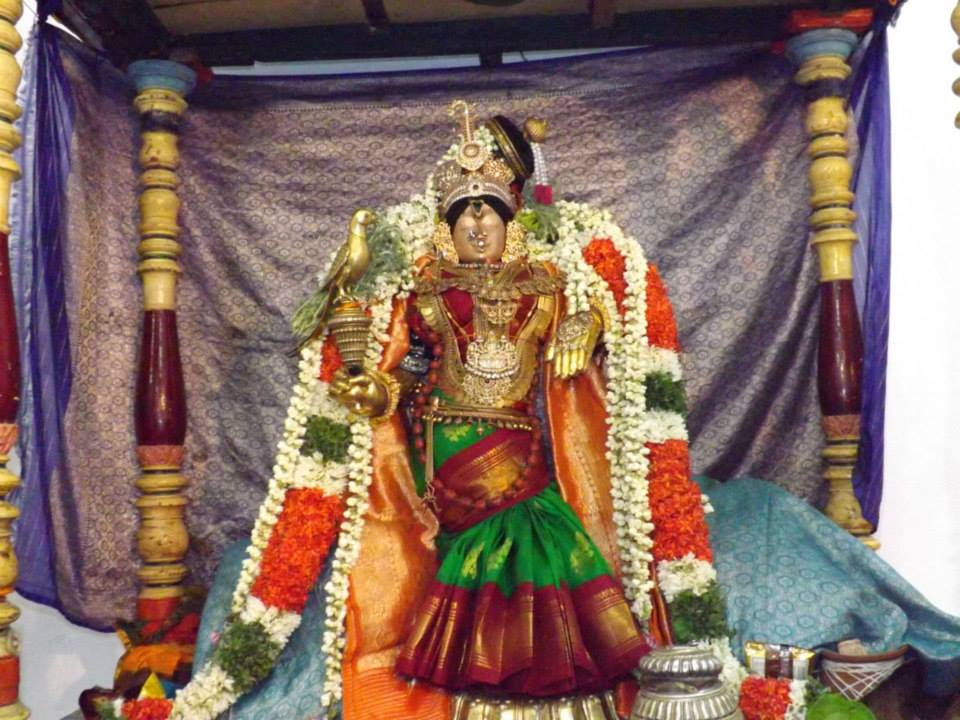
Андаль в праздничном одеянии
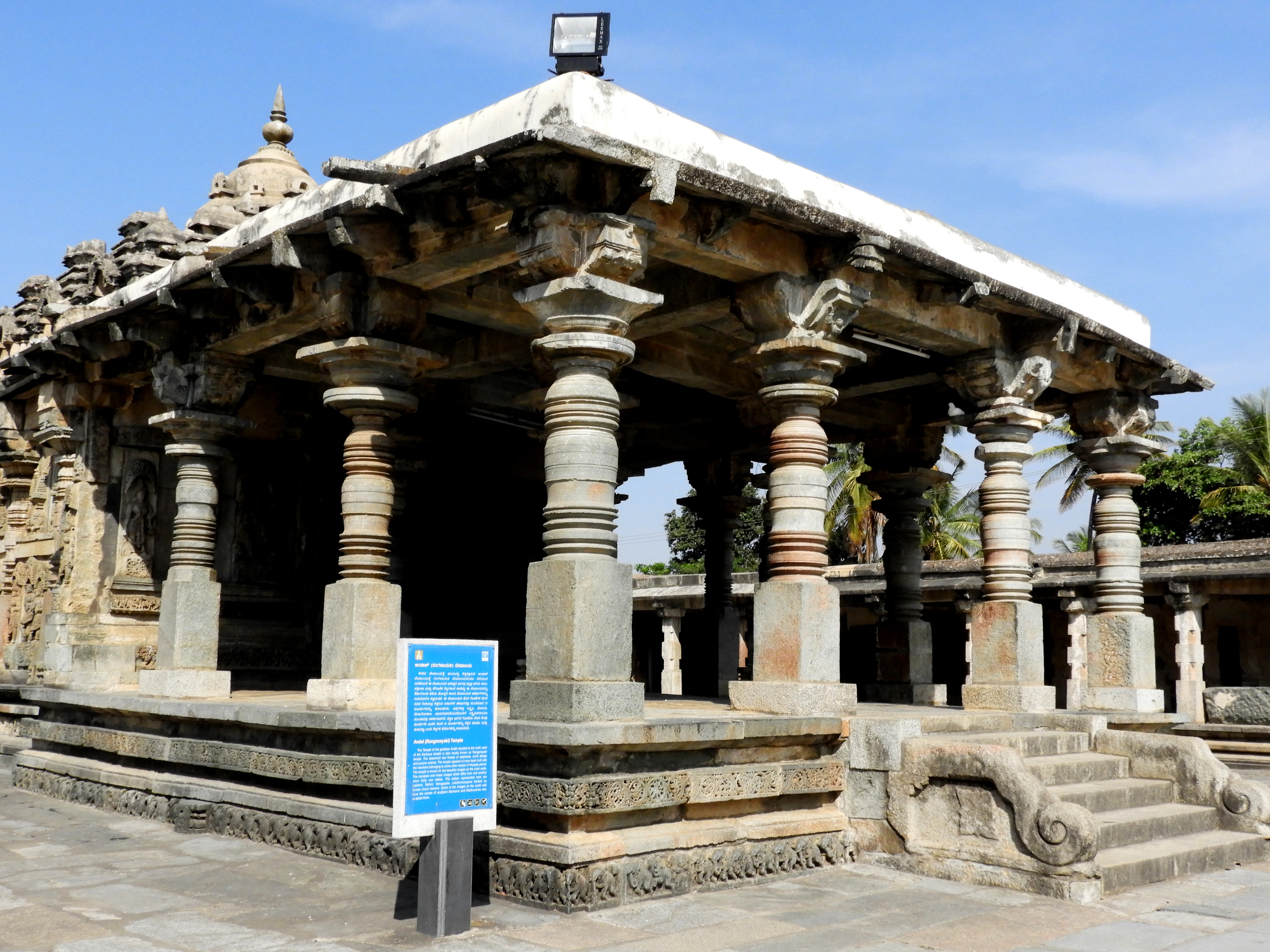
Храм Андаль (Ранганаяки) в храмовом комплексе Ченнакешава в Соманатхапуре, XIII век